# Canadisk hønsebær
Canadisk hønsebær (Cornus canadensis) er en løvfældende staude med en krybende og rodslående vækstform. Dette medfører, at planten kan danne helt tætte tæpper. Blomsterne er i sig selv små og uanselige, men de fire rent hvide højblade fungerer som blikfang. Frugten er sammensat af små røde stenfrugter, og den ligner et bær. Planten bruges som bunddække i surbundsbede.

## Beskrivelse
Canadisk hønsebær er en løvfældende staude med en krybende og rodslående vækstform. Dette medfører, at planten kan danne helt tætte tæpper. De oprette skud er furede og tynde og kun ganske svagt træagtige. Barken er først lysegrøn, men bliver senere rødbrun. Knopperne sidder på de underjordiske udløbere, og de er tykke og blege eller lyserøde.
Bladene er modsatte og sidder ganske tæt sammen ved skudspidsen (næsten som om de var kransstillede). De er omvendt ægformede med hel rand og en lille spids. Ribberne er buede og begge bladsider er lysegrønne. Løvet farves rødbrun om vinteren, men tabes først om foråret. Blomstringen sker i maj og juni. Blomsterne er samlet i gulgrønne hoveder, hvor hver enkelt blomst er ganske lille. Det, som fanger blikket, er de fire rent hvide højblade. Frugten er sammensat af små røde stenfrugter, og den ligner et bær. Frøene spirer villigt under de rette jordbundsforhold.
Plantens rodsystem består af lysebrune jordstængler, som bærer knopper, stængler og de fint trævlede rødder.
Højde x bredde og årlig tilvækst: 0,2 x 2 m (20 x 20 cm/år). Målene kan anvendes ved udplantning.

## Hjemsted
Canadisk hønsebær hører hjemme i Nordamerika (Grønland til Mexico), hvor den er udbredt i lyse blandingsskove eller moser på fugtig og sur bund.
I Kouchibouguac-nationalparken, som ligger på østkysten af delstaten New Brunswick, Canada, vokser arten i fugtige skove sammen med bl.a. alleghenybærmispel, alm. perlekurv, rosmarinlyng, alm. thuja, alm. vildvin, amerikansk asp, amerikansk sumpiris, amerkansk bøg, balsamædelgran, bregnepors, bølget treblad, canadisk bøffelbær, canadisk gyldenris, glansbladet rose, grønlandsk post, grå valnød, hjertebladet asters, hvidgran, håret solhat, indianerpibe, kanelbregne, labradorrøn, lav blåbær, mosepors, nedliggende bjergte, nybelgisk asters, næbhassel, papirbirk, pennsylvansk vokspors, pilekornel, Rhododendron canadense, rødask, rødeg, rødløn, skarlagenjordbær, skærmvintergrøn, smalbladet kalmia, sortfrugtet surbær, storfrugtet tranebær, sumprose, toårig natlys, virginsk hæg, virginsk vinterbær, weymouthfyr, østamerikansk hemlock og østamerikansk lærk
| Portal | Portal:Botanik |